# Wiesmoor
Wiesmoor is een stad en gemeente in de Duitse deelstaat Nedersaksen. De gemeente ligt in de regio Oost-Friesland en in het uiterste zuidoosten van de Landkreis Aurich, waar het bestuurlijk toe behoort.
Wiesmoor telt 13.339 inwoners. .

## Geschiedenis

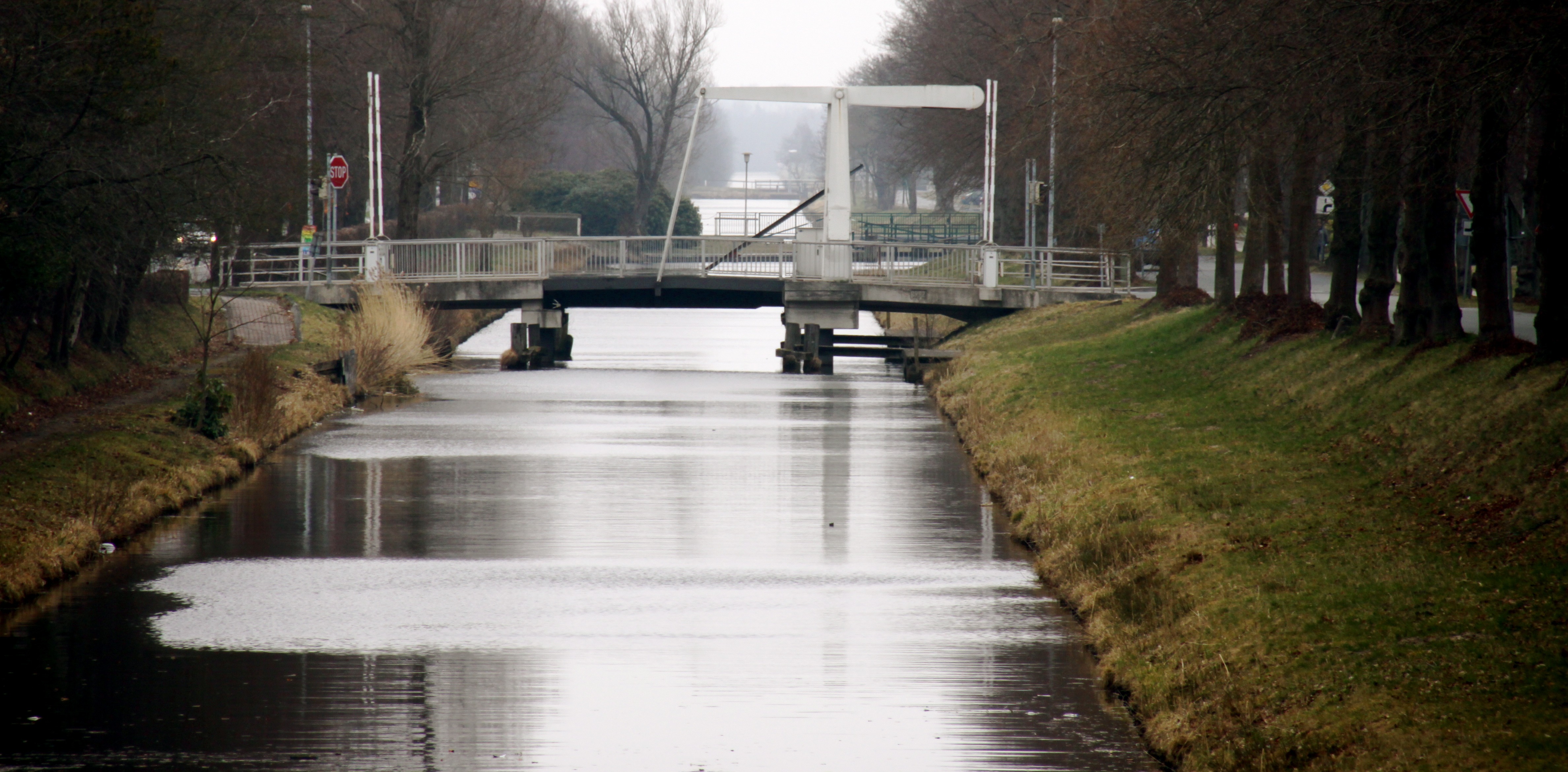
Het Nordgeorgsfehnkanal waarlangs Wiesmoor ontstond

Wiesmoor ligt, zoals de naam ook aangeeft, in het voormalige hoogveengebied in het midden van Oost-Friesland. Tot aan de negentiende eeuw was het gebied vrijwel onbewoond. Het hoogveengebied werd vanaf het westen ontgonnen. In de loop van de zeventiende eeuw werd het gebied van de huidige gemeente bereikt. Vanaf 1780 ontstonden de eerste nederzettingen aan de rand van de huidige gemeente. De eerste stichting was Voßbarg. Ontginning vond in de eerste fase op kleine schaal plaats, er was sprake van afbranden en boekweitcultuur.
Pas tegen het einde van de negentiende eeuw is er sprake van een meer planmatige aanpak waarbij het ontginnen geschiedt vanuit aan te leggen kanalen. Wiesmoor als nederzetting ontstond in 1906 rondom een nieuwe, met turf gestookte elektriciteitscentrale.  De eerste gemeente Wiesmoor ontstond in 1923 als gevolg van een gemeentelijke herindeling in het gebied. In 1929 werd begonnen met de bouw van een eigen evangelisch-lutherse kerk voor de nederzetting. Kerkelijk hoorde het gebied tot dan tot de parochie in Marcardsmoor.
Reeds voor de Tweede Wereldoorlog kwam men op het idee, de restwarmte van de elektrische centrale te gebruiken voor de verwarming van broeikassen. Ook de grond bleek geschikt voor met name de teelt van sierbloemen. Vanaf 1952 kwam in verband hiermede ook het toerisme op. Er werden fraaie openbare parken, vijvers enz. aangelegd. Mede daardoor verwierf de plaats in 1977 de titel Staatlich anerkannter Luftkurort. Van 1964-1993 was er in Wiesmoor een belangrijke luchtmachtkazerne van de Bundeswehr. In  1995 verdween de elektrische centrale uit Wiesmoor, maar de gemeente was inmiddels, en is nog steeds, in staat, economisch overeind te blijven door de tuinbouw en het toerisme. Op de plaats van de centrale staat een kantoorgebouw, dat als gemeentehuis dient.
In 1972 werden de gemeenten Marcardsmoor, Voßbarg, Wiesederfehn en Zwischenbergen toegevoegd aan Wiesmoor. Op 16 maart 2006 werd de gemeente het stadsrecht verleend.

## Bestuurlijke indeling

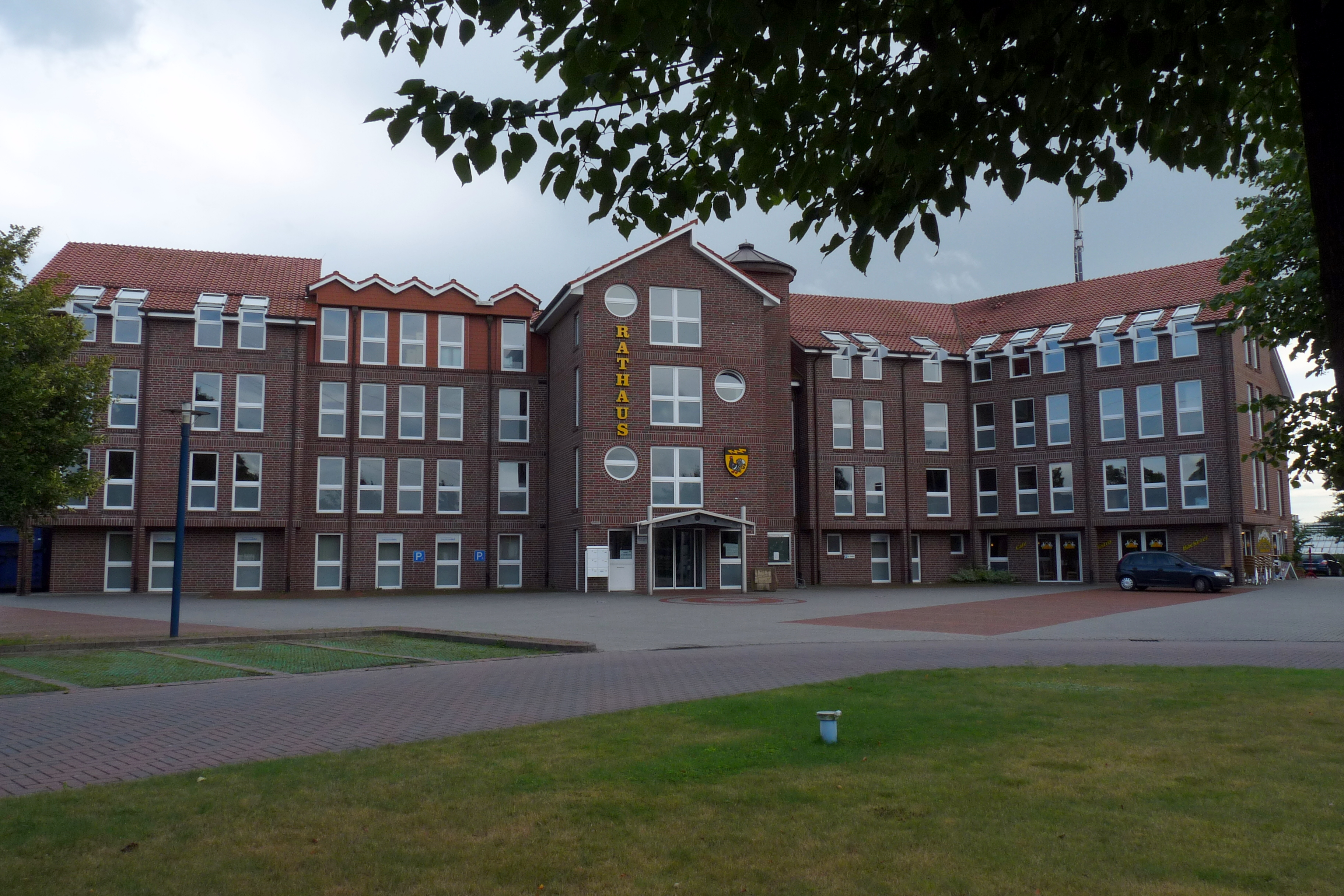
Het gemeentehuis

De gemeente bestaat naast de stadskern Wiesmoor uit 9 stadsdelen:
- Rammsfehn en Hinrichsfehn, samen het vroegere Auricher Wiesmoor II
- Marcardsmoor
- Mullberg
- Voßbarg
- Wiesederfehn
- Wilhelmsfehn I
- Wilhelmsfehn II
- Zwischenbergen

## Ligging, infrastructuur
De gemeente ligt in het door hoogveen gekenmerkte binnenland van Oost-Friesland. Buurgemeentes zijn o.a.:
- In het oosten: Friedeburg (Landkreis Wittmund)
- in het zuiden: Uplengen (Landkreis Leer).
- in het westen: Großefehn
- in het noorden: Aurich (Stadtteil Brockzetel).

De hoofdverkeersader is de Bundesstraße 436, die door Wiesmoor zelf heen loopt,  van Leer in het zuidwesten naar Sande (Friesland) bij Wilhelmshaven in het noordoosten. Een belangrijke dwarsweg loopt noord-zuid van Marcardsmoor 5½ km naar Wiesmoor-stad en dan 13 km zuidwaarts naar Remels, gemeente Uplengen.
Openbaar vervoer in de gemeente is nagenoeg beperkt tot streekbussen van en naar Aurich en Leer. Vanaf station Leer  kan men dan per trein snel andere grote steden bereiken.
De talrijke brede sloten, weteringen en kanalen in de gemeente, waaronder het Nordgeorgsfehnkanal, worden alleen gebruikt voor de waterhuishouding en de pleziervaart.

## Politiek

### Gemeenteraad
De gemeenteraad van Wiesmoor bestaat uit 30 zetels, plus één welke ambtshalve is gereserveerd voor de gekozen burgemeester. Sinds de verkiezingen in 2021 kent de gemeenteraad de volgende samenstelling:
| Partij                 | Zetels |
| ---------------------- | ------ |
| SPD                    | 14     |
| CDU                    | 6      |
| FDP                    | 1      |
| Bündnis 90/Die Grünen  | 2      |
| Diverse lokale lijsten | 7      |
| Burgemeester           | 1      |

### Burgemeester
Sven Lübbers (partijloze, onafhankelijke kandidaat)  is sedert september 2021 als opvolger van  Friedrich Völler (SPD) de burgemeester van Wiesmoor.

## Economie
Belangrijke bedrijfstakken in de gemeente zijn de tuinbouw (met name teelt van sierbloemen, waarvan meer dan 8 ha onder glas) en het toerisme (zie hieronder). De verreweg belangrijkste onderneming van de gemeente, met 500 werknemers, is de in 1950 als transportbedrijf opgerichte firma Bohlen & Doyen GmbH, die zich bezig houdt met  de bouw/aanleg van benzinestations, grootschalige bekabelings- en leidingwerken, windturbines en de aansluiting daarvan op het elektriciteitsnet, enz. De onderneming maakte in 2007 na een faillissement een succesvolle doorstart en is enige tijd in handen geweest van Tsjechische en Nederlandse institutionele beleggers.

## Bezienswaardigheden, toerisme
- Blumenreich, bestaande uit de tentoonstellingshal Blumenhalle ( met waterorgel) en diverse, enkele tientallen hectare grote, jaarlijks van allerlei bloeiende planten voorziene, parken en tuinen.
- Torf- und Siedlungsmuseum, een in de lente en zomer geopend openluchtmuseum, gewijd aan het leven tussen 1750-1930 in de veenkoloniën. Met een historisch stoomtreintje kan men ritjes maken tussen dit museum en het Blumenreich en terug.
- Hier dichtbij ligt een 104 ha groot natuurgebied, waar de recreatieplas Ottermeer deel van uitmaakt.
- Enige km ten noordwesten van Wiesmoor ligt het desolaat ogende natuurreservaat Wiesmoor-Klinge met een oppervlakte van 351 hectare.
- Tot en met 2019 vond jaarlijks begin september het groots opgezette Blütenfest (Bloesemfeest) plaats met een duur van 5 dagen, met o.a. een spectaculair bloemencorso.
- Door de gemeente lopen enige toeristische langeafstands-fietsroutes, o.a. de Tour de Fries.

## Afbeeldingen

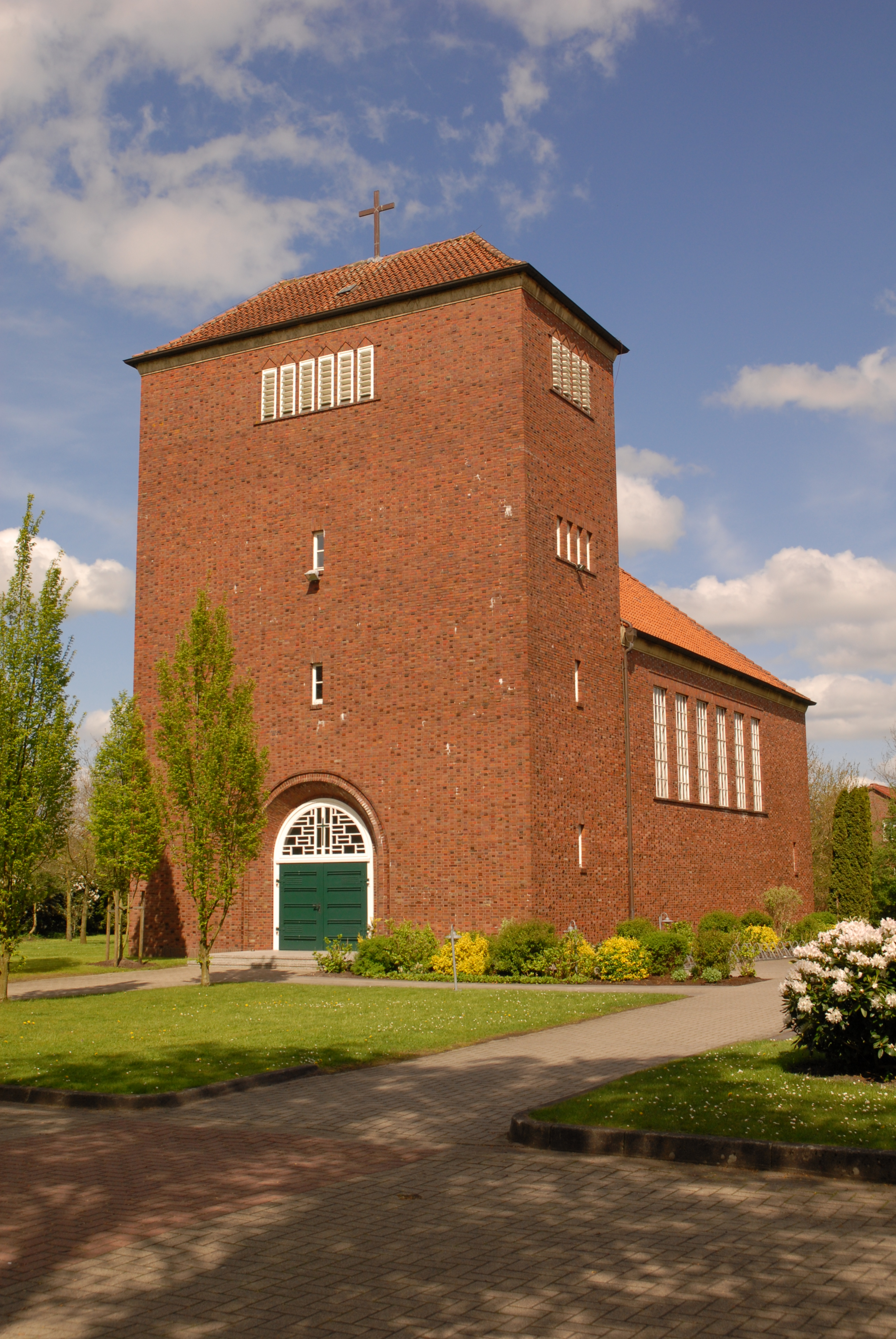
Evang.-lutherse Vredeskerk (1930)
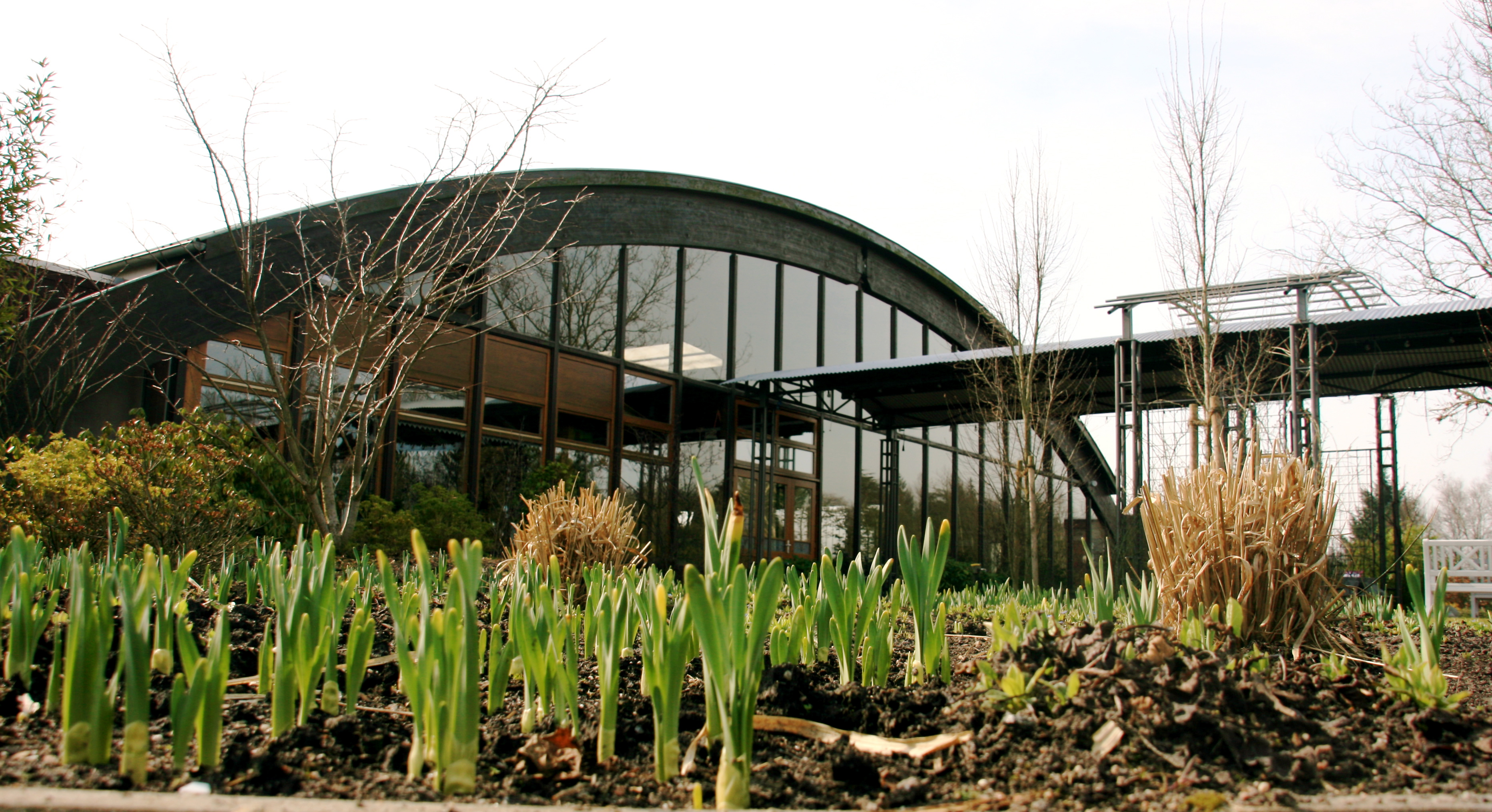
De Blumenhalle
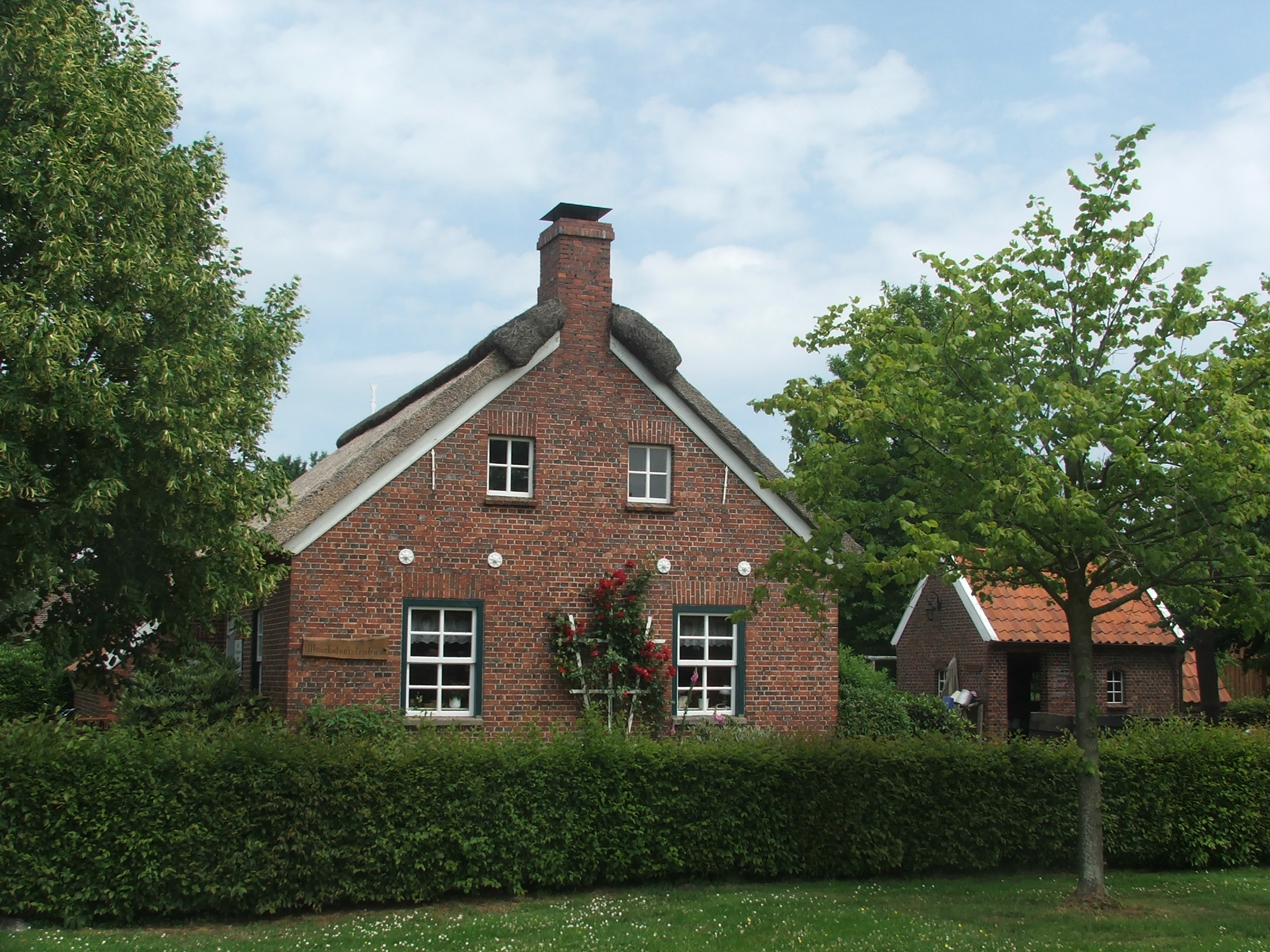
Huis in het Torf- und Siedlungsmuseum
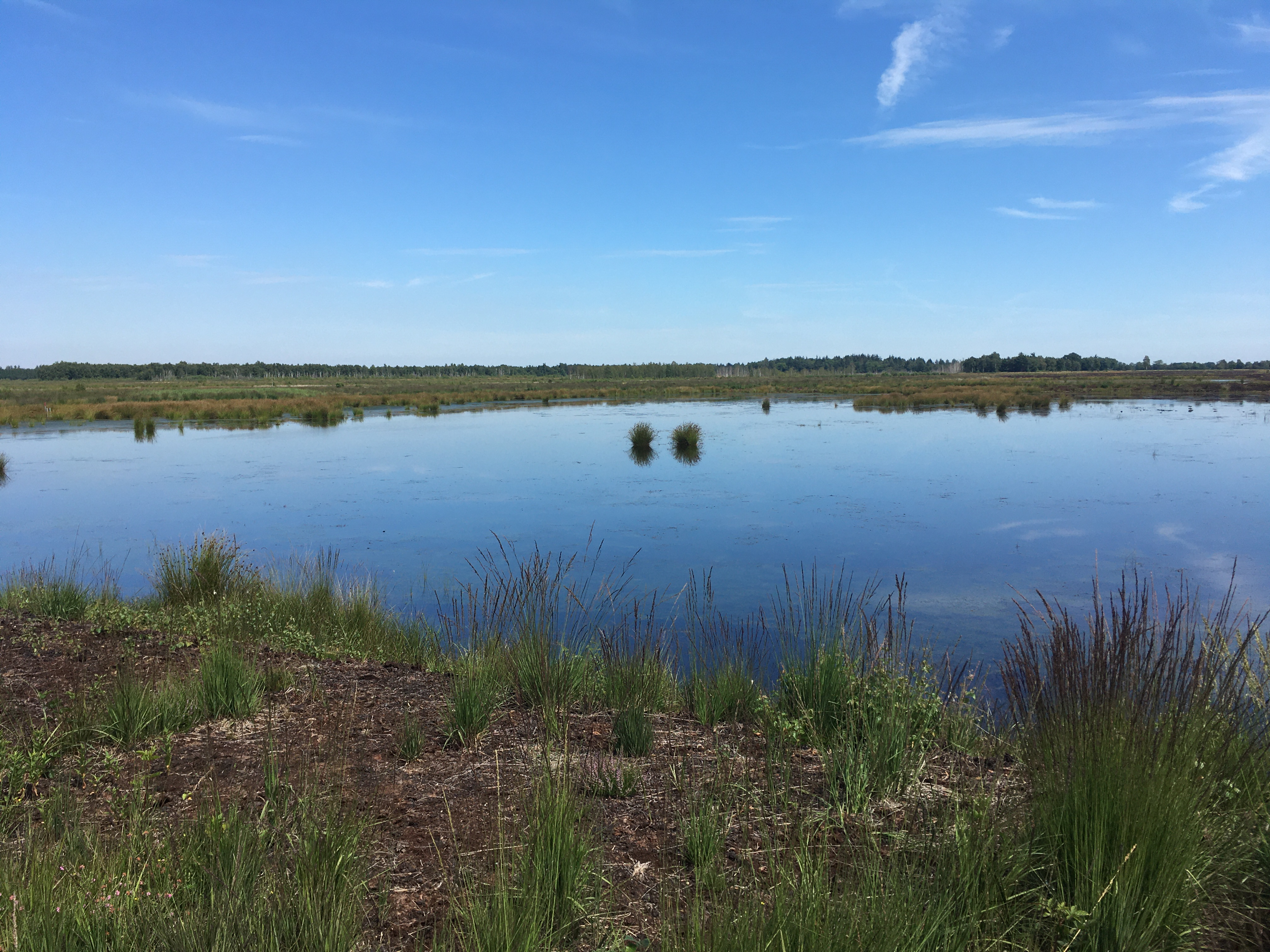
In het hoogveenreservaat Wiesmoor-Klinge

## Partnergemeentes
Er bestaat een jumelage met Turek in Polen.